# Pistolet S&W Sigma
Sigma – pistolet samopowtarzalny produkcji amerykańskiej firmy Smith & Wesson.

## Historia
Po raz pierwszy pistolet z tej serii zaprezentowany został w roku 1994 (Sigma 40F) w kalibrze .40 S&W. Dopiero w późniejszym czasie zaprezentowano wersje na najpopularniejszy obecnie nabój pistoletowy na świecie 9 x 19 mm Parabellum. Pistolet został zaprojektowany z przeznaczeniem na rynek broni służbowej, jednak nie odniósł na tym polu znaczącego sukcesu. Do największych transakcji zaliczyć należy sprzedaż w 2004 roku zalegających magazyny firmy 5000 sztuk armii i policji Afganistanu.
Pistolet posiada tak wiele cech wspólnych z pistoletem Glock, że w kręgach użytkowników zyskał sobie pejoratywne miano "swock" (S&W + Glock). Doprowadziło to do procesu pomiędzy obiema firmami – Glock oskarżył firmę Smith & Wesson o naruszenie patentu. Proces zakończył się ostatecznie ugodą – firma S&W zapłaciła nieznanej wysokości odszkodowanie, uzyskując w ten sposób prawo do kontynuacji produkcji pistoletu Sigma.

## Konstrukcja
Pistolet działa na zasadzie krótkiego odrzutu lufy. Mechanizm z wyłącznym częściowym samonapinaniem. Pistolet nie posiada żadnych zewnętrznych zabezpieczeń manualnych, z wyjątkiem znanego z Glocka bezpiecznika zintegrowanego z językiem spustowym. Pistolet posiada dodatkowo wewnętrzną blokadę iglicy, zabezpieczającą przed przypadkowym wystrzałem. Szkielet pistoletu wykonany jest z polimerów (kompozytowego poliamidu zbrojonego włóknem szklanym), z wyjątkiem zamka i lufy, które produkowane są ze stali nierdzewnej lub stali węglowej.
W 1999 roku pojawiła się zmodernizowana wersja pistoletów Sigma. Do najważniejszych modyfikacji zaliczyć należy skrócenie lufy, modernizacja chwytu, powiększenie przycisku zwalniania magazynka oraz dodanie szyny typu Picatinny pod lufą, umożliwiającej zamontowanie dodatkowych akcesoriów: oświetlenia taktycznego lub laserowego wskaźnika celu.